# Galactosomum
Galactosomum es un género trematodos digenéticos, que parasitan principalmente aves acuáticas, pero a menudo infestan peces, cuando el gusano se encuentra en estadio larvario. Se sabe que tres especies usan mamíferos marítimos como huéspedes. El género incluye 21 especies.

## Características
Las metacercarias son esféricas y miden de 2,7-4,9 mm de largo. Generalmente, sólo un se encuentra un parásito por huésped, como es el caso de Larus carassirostris.

## Ciclo de vida
El género es inexactamente conocido como una especie en la cultura popular, debido a su mención en el videojuego Resident Evil 4 (específicamente en las Notas de Luis Sera), como ejemplo de un parásito que controla o cambia el comportamiento del anfitrión. Esto está basado en que algunas especies de Galactosomum, hacen que el pez infectado nade más cerca a la superficie y su abdomen destelle con vivos colores. Los gastrópodos que hospedan este parásito, sufren daño sensorial debido a la infestación. Esto hace de estos animales sean presas más probables para ser consumido por aves acuáticas, proveyendo de un huésped al parásito para alcanzar la etapa madura de su ciclo vital. Galactosomum no puede sobrevivir en huéspedes humanos.

## Huéspedes de la especie[4]
- Seriola quinqueradiata.
- Takifugu rubripes.
- Oplegnathus fasciatus.
- Engraulis japonica.
- Spratelloides gracilis.
- Trachurus japonicas.
- Larus carassirostris.